# Medi-Quik Open 1975
Medi-Quik Open 1975, також відомий під назвою Medi-Quik Women's Tennis Classic, — жіночий тенісний турнір, що проходив на відкритих кортах з ґрунтовим покриттям Westchester Country Club у Гаррісоні (США). Належав до Virginia Slims WTA Tour 1975 і тривав з 18 серпня до 24 серпня 1975 року. Перша сіяна Кріс Еверт здобула титул в одиночному розряді й отримала за це 14 тис. доларів США.

## Фінальна частина

### Одиночний розряд
Кріс Еверт —  Вірджинія Вейд 6–0, 6–1
- Для Еверт це був 10-й титул в одиночному розряді за сезон і 49-й — за кар'єру.

### Парний розряд
Кріс Еверт /  Мартіна Навратілова —  Маргарет Корт /  Вірджинія Вейд 7–5, 6–7, 6–4

## Розподіл призових грошей
| Дисципліна       | П       | F      | 3-тє   | 4-те   | ЧФ     | 1/8  | 1/16 | 1/32 |
| Одиночний розряд | $14,000 | $7,000 | $3,800 | $3,200 | $1,750 | $850 | $425 | $300 |